# Colin Ebelthite

Colin Ebelthite nacido el 27 de noviembre de 1984 es un tenista profesional australiano. Su mejor clasificación a nivel individual fue el puesto nº 209, alcanzado el 23 de junio de 2008. En dobles alcanzó el puesto nº 98 el 18 de septiembre de 2012.
Participa principalmente en el circuito ATP Challenger Series, obteniendo más éxito en la modalidad de dobles. 

## Carrera
A nivel individual ha obtenido 9 torneos futures, 7 en Australia, 1 en Nueva Zelanda y el restante en Irlanda. 
En la modalidad de dobles, además de los 11 futures ganados, ha ganado los challengers de Nueva Deli en 2008, Scheveningen y Trnava en 2011,  y el Challenger de Fürth en 2013.